# Simple Gateway Control Protocol
Protocolul Simple Gateway Control Protocol (SGCP) este folosit pentru a stabili, a menține și a termina convorbiri telefonice  efectuate prin Voce peste IP.
SGCP-ul permite supervizarea centralizată a conexiunilor dintre pasarelele de acces VoIP rezidențiale angajate într-un apel telefonic. 
Entitățile SGCP sunt:
- Pasarelele. Acestea se ocupă cu conversia semnalelor și semnalizării TDM - Voce peste IP.
- Media Gateway Controller. Acestea reptrezintă elementele de control ale gateway-urilor. Mai sunt denumite  Call Agent.

Conform arhitecturii SGCP, unul sau mai mulți Media Gateway Controller pot contribui la stabilirea unui apel. Sincronizarea dintre aceștia este necesară, dar nu ține de SGCP. Pentru asta se folosesc alte protocoale (SS7, SIP, H.323).
Stabilirea, menținerea și terminarea unui apel sunt funcții pe care le realizează SGCP-ul datorită controlului pe care îl deține asupra conexiunilor stabilite între terminalele corespondente.
Autorizarea apelurilor și conexiunilor sunt atribuții pe care SGCP-ul nu le deține. SGCP-ul nu conține un mecanism de împiedicare a  stabilirii de apeluril neautorizate.

## Evoluția istorică a SGCP
SGCP-ul a evaluat și  a fost redenumit drept MGCP. La randul său, MGCP a evaluat și  a fost redenumit Megaco.

Protocolul SGCP (Simple Gateway Control Protocol), apărut în 1998, ca rezultat al dorinței unor companii de a extinde capabilitățile gateway-urilor  de VoIP. Modelul de gateway universal considerat în arhitectura H.323 era prea simplist pentru a putea face față semnalizărilor SS7 (Signaling System Numarul 7). 
În plus, costurile ridicate ale transmisilor au impus un model descentralizat, în care gateway-urile periferice,  devin puncte terminale pentru trunchirile de circuite, iar MGC se ocupă de partea de logică a apelurilor telefonice.
În 1998, IETF ( Internet Engineering Task Force ) a definit trei componente funcționale: poartă de semnalizare (Signaling Gateway - SG), MG și MGC. 
În timpul dezvoltării protocolului SGCP, s-a conturat o nouă aplicație: implementarea unui tip de (gateway) pentru modemurilor de cablu. Această cerință a introdus elemente care au complicat și arhitectura datorită prezenței semnalizării în bandă. SGCP are însă cabilitatea să manipuleze cerințele semnalizării în bandă ale liniilor telefonice prin supervizarea liniei, colectarea numerelor și aplicarea de anunțuri corespunzătoare.
ETSI (TIPHON) a propus o arhitectură distribuită pentru implementarea Gateway-urilor bazată pe trei componente - Media Gateway (MG), Media Gateway Controller (MGC) și Gateway-ul de Semnalizare. Toate organismele de standardizare au acceptat această arhitectură iar ITU-T și IETF lucrează la definirea unei interfețe între aceste trei componente ale modelului.
Inițial IETF a definit specificația MGCP. 
Mai apoi s-a definit o nouă specificație intitulată Megaco.
În același timp ITU-T a publicat propria sa specificație intitulată: "Protocolul H.248".

## Alte protocoale de Voce peste IP
- MGCP
- Megaco
- Sip
- Skinny
- H.323